# Michael von der Heide
Michael Von Der Heide (Amden, 16 de octubre de 1971) es un actor y cantante suizo. Michael intentó participar en Eurovisión en 1999 formando parte de la preselección Alemana con «Bye Bye Bar» pero no consiguió ser elegido para representar al país en Jerusalén (Israel). En 2010 participó en el Festival de la Canción de Eurovisión, representando a Suiza, con el tema «Il pleut de l'or» compuesto por el mismo, no consiguiendo pasar a la final de dicho certamen al quedar último en la segunda semifinal.

## Biografía
Von der Heide nació en Amden, comuna del cantón de San Galo, hijo de madre suiza y padre alemán. A los 16 años ya daba clases de canto con la soprano Ginette Girardier. En 1995 ganó el premio Schweizer KleinKunstPreis, un premio que concede la Asociación de Artistas del teatro de Suiza, ya que Michael von der Heide desde que lo descubriera Girardier ha participado en varias obras teatrales, entre ellas el musical Lina Böglis Reise con el que recorrió Suiza en 1996.
En 1996 graba su primer disco, aunque no obtiene mucho éxito. Dos años después lanza 30º y consigue el puesto 18 de las listas de ventas, aunque su mayor éxito no fue precisamente ese disco, sino el que dos años después lanzaría, Tourist, alcanzando el quinto puesto en la lista suiza. Aunque ese trabajo se vende en Alemania y en Austria no consigue el mismo éxito que en Suiza, pero da la oportunidad a Von der Heide a darse a conocer en esos países de habla alemana.
Después lanzaría Frisch, Helvetia, el recopilatorio 2piéces y Freie Sicht. A excepción de Helvetia que no alcanzó el éxito esperado, el resto entró en las listas de ventas.
En mayo de 2010, von der Heide participó en el Festival de la Canción de Eurovisión 2010 en Oslo para Suiza . Con la canción Il pleut de l'or llegó a la segunda semifinal, pero obtuvo el menor número de puntos (2 puntos) y por tanto no pudo llegar a la final. El sencillo alcanzó el puesto 69 en las listas suizas. 
Como homosexual declarado, von der Heide se defendió con éxito ante los tribunales de los artículos homófobos del periódico Blick sobre su puesto en eurovisión. Este tabloide fue condenado a pagar 5000 francos en concepto de delito de odio. 
En otoño de 2010, von der Heide actuó por primera vez con la Orquesta Sinfónica de Zúrich junto Sina, con Rainer Held como director. 
También participó en el estreno de la producción de Christoph Marthaler junto a la soprano noruega Tora Augenstad "My Fair Lady", que se estrenó en Basilea en noviembre de 2010.
En junio de 2011, cantó el tema Bleu Infini en el álbum 2011 de DJ Antoine , que alcanzó el número uno en las listas suizas.
En septiembre de 2011 lanzó el álbum Lido . Entró en las listas en el puesto 25 y luego se fue de gira (Suiza, Francia, Ucrania). En octubre apareció en el escenario en el estreno de Hush no more, una producción de Corinna von Rad en el Theatre Basel . 
Tras Lido llegarían Bellevue, Paola, Rio Amden Amsterdam, Echo, y su trabajo más reciente, Nocturne.
Von der Heide ha lanzado hasta la fecha 15 álbumes y 32 sencillos .

## Discografía

### Álbumes
| Año  | Título                | Posición en la Lista | Posición en la Lista | Posición en la Lista |
| Año  | Título                | Bandera de Alemania  | Bandera de Austria   | Bandera de Suiza     |
| ---- | --------------------- | -------------------- | -------------------- | -------------------- |
| 1996 | Michael von der Heide | −                    | −                    | −                    |
| 1998 | 30°                   | −                    | −                    | 18                   |
| 2000 | Tourist               | −                    | −                    | 5                    |
| 2001 | Hildegard             | −                    | −                    |                      |
| 2002 | Frisch                | −                    | −                    | 44                   |
| 2003 | Helvetia              | −                    | −                    | −                    |
| 2005 | 2pièces               | −                    | −                    | 72                   |
| 2008 | Freie Sicht           | −                    | −                    | 39                   |
| 2011 | Lido                  | −                    | −                    | 25                   |
| 2015 | Bellevue              | −                    | −                    | 19                   |
| 2016 | Paola                 | −                    | −                    | 22                   |
| 2019 | Rio Amden Amsterdam   | −                    | −                    | 24                   |
| 2021 | ECHO                  | −                    | −                    |                      |
| 2022 | ECHO (Live)           | −                    | −                    |                      |
| 2023 | NOCTURNE              | −                    | −                    |                      |
| 2024 | Noël Noël             | −                    | −                    |                      |

### Singles
- 1996 – Erfolg
- 1996 – Mit dir leben
- 1998 – Jeudi amour
- 1998 – Bad Hair Days
- 1998 – Bye Bye Bar
- 2000 – Je suis seul
- 2000 – Where the Wild Roses Grow – Duett mit Kuno Lauener
- 2000 – Paradies
- 2002 – Kriminaltango – Duett mit Nina Hagen
- 2003 – La solitude
- 2005 – Paris c’est toi
- 2005 – Ich bi wie du
- 2006 – Ruggewind
- 2006 – Elodie
- 2008 – Immer wenn du denkst
- 2008 – Tout un été / Einen Sommer lang
- 2009 – Gib mir was von dir
- 2011 – J’ai perdu ma jeunesse
- 2011 – Reste
- 2012 – La nuit dehors
- 2015 – Pas vu le temps passer
- 2015 – Hinderem Berg
- 2015 – Rien que des amis – Duett mit Sina
- 2016 – Paola et moi
- 2016 – Cinéma
- 2016 – Wo ist das Land – Duett mit Paola
- 2017 –  Solo por ti
- 2019 –  Ce soir – Duett mir Daniela Simmons
- 2019 –  Tüüf underem Schnee
- 2020 - Abschied von der Nacht (feat. Heidi Happy)
- 2020 - Rosafarben
- 2021 - SOS
- 2021 - Le paradis blanc (Versión de Michel Berger)
- 2022 - Mini Wiehnacht
- 2023 - Hole in My Heart (feat. Eve Gallagher)
- 2023 - Träne im Wind
- 2024 - Liechtli

### Teatro
- 1996 – Lina Böglis Reise – Regie: Christoph Marthaler / Theater Basel / Volksbühne Berlin / Schauspielhaus Zürich / Krakau / Budapest / Girona
- 1999 – Letzte Lieder – Regie: Clemens Sienknecht / Theater Basel
- 1999 – Divamix – Regie: Catriona Guggenbühl / Theater am Hechtplatz Zürich
- 2001 – Der digitale Wikinger – Regie: Schorsch Kamerun / Schauspielhaus Zürich
- 2003 – Das goldene Zeitalter – Regie: Christoph Marthaler, Stefan Pucher, Meg Stuart / Schauspielhaus Zürich
- 2003 – Macht fressen Würde – Regie: Schorsch Kamerun / Schauspielhaus Zürich
- 2004 – O.T. – Regie: Christoph Marthaler / Schauspielhaus Zürich / Haus der Berliner Festspiele (Berliner Theatertreffen / Wien (Wiener Festwochen))
- 2004 – Die Schneekönigin – Regie: Schorsch Kamerun / Schauspielhaus Zürich
- 2006 – Bye Bye Bar – Regie: Dominik Flaschka / Theater am Hechtplatz Zürich
- 2010 – Meine faire Dame – Regie: Christoph Marthaler / Theater Basel / Valence / Staatstheater Braunschweig / Festival d’Avignon
- 2011 – Hush no more – Regie: Corinna von Rad / Theater Basel
- 2012 – Im weissen Rössl – Regie: Katja Früh / Casinotheater Winterthur / Rolle: Dr. Siedler
- 2012 – The Black Rider – Regie: Corinna von Rad / Theater Basel / Rolle: Stelzfuss
- 2013 – King Size – Regie: Christoph Marthaler / Theater Basel / Rolle: King’s Son / Hamburg (Kampnagel-Festival), Avignon (Oper), Zagreb, Sarajevo
- 2013 – Letzte Tage. Ein Vorabend – Regie: Christoph Marthaler / Wiener Festwochen (Parlament) / Paris (Théâtre de la ville) / Staatsoper Berlin
- 2014 – Wanderful – Regie: Dominik Flaschka / Theater am Hechtplatz
- 2016 –  Cabaret – Regie: Dominik Flaschka / Rolle: Conférencier / Bernhardtheater Zürich
- 2019 – Spuk in der Villa Stern – Regie: Christian Brey / Theater Basel / Rolle: Herr Stern

### Películas
- 2006 – Somewhere in Between –  Pierre Coulibeuf
- 2006 – Jeune Homme (Música) – Christoph Schaub
- 2007 – O mein Papa – Felice Zenoni
- 2007 – Do You Speak Swiss – Ernst Buchmüller
- 2009 – Die Märchenkönigin – Angelo Lüdin
- 2016 – Von der Freude – Marc Gieriet